# Jugoslavija na Zimskih olimpijskih igrah 1972 - hokej na ledu
Jugoslavija je na Zimskih olimpijskih igrah 1972, ki so potekale med 3. in 13. februarjem 1972 v Saporu, z remijem in štirimi porazi zasedla enajsto mesto. To je bil tretji nastop jugoslovanske hokejske reprezentance na Olimpijskih igrah.

## Postava
Božidar Beravs, Slavko Beravs, Anton Gale, Franci Žbontar, Bogo Jan, Ivo Jan, Rudi Knez, Bojan Kumar, Silvo Poljanšek, Janez Puterle, Viktor Ravnik, Ivo Ratej, Boris Reno, Drago Savič, Štefan Seme, Viktor Tišlar, Albin Felc, Gorazd Hiti

## Tekme

### Razvrstitvena tekma
| 3. februar 1972 | Švedska | 8–1 | Jugoslavija | Saporo |

| Poročilo tekme | Poročilo tekme | Poročilo tekme | Poročilo tekme | Poročilo tekme |
| -------------- | -------------- | -------------- | -------------- | -------------- |
|                |                | (0:0,4:0,4:1)  |                |                |

### Za 7. do 11. mesto
| 6. februar 1972 | Norveška | 5–2 | Jugoslavija | Saporo |

| Poročilo tekme | Poročilo tekme | Poročilo tekme | Poročilo tekme | Poročilo tekme |
| -------------- | -------------- | -------------- | -------------- | -------------- |
|                |                | (0:1,3:0,2:1)  |                |                |

| 7. februar 1972 | Zahodna Nemčija | 6–2 | Jugoslavija | Saporo |

| Poročilo tekme | Poročilo tekme | Poročilo tekme | Poročilo tekme | Poročilo tekme |
| -------------- | -------------- | -------------- | -------------- | -------------- |
|                |                | (2:1,3:1,2:1)  |                |                |

| 9. februar 1972 | Japonska | 3–2 | Jugoslavija | Saporo |

| Poročilo tekme | Poročilo tekme | Poročilo tekme | Poročilo tekme | Poročilo tekme |
| -------------- | -------------- | -------------- | -------------- | -------------- |
|                |                | (2:2,0:0,1:0)  |                |                |

| 11. februar 1972 | Švica | 3–3 | Jugoslavija | Saporo |

| Poročilo tekme | Poročilo tekme | Poročilo tekme | Poročilo tekme | Poročilo tekme |
| -------------- | -------------- | -------------- | -------------- | -------------- |
|                |                | (1:3,1:0,1:0)  |                |                |